# Список міністрів закордонних справ Молдови
Список міністрів закордонних справ Молдови

## Міністри закордонних справ Молдови
1. Іон Пеліван — (1917–1918);
2. Рудь Герасим Якович — (1944–1958);
3. Діордиця Олександр Пилипович — (1958–1970);
4. Паскар Петро Андрійович — (1970–1976);
5. Гроссу Семен Кузьмич — (1976–1980);
6. Устіян Іван Григорович — (1980–1981);
7. Комендант Петро Васильович — (1981–1989);
8. Ніколає Циу — (1990–1993);
9. Іон Ботнару — (1993-1994); в.о.
10. Міхай Попов — (1994–1997);
11. Ніколає Табакару — (1997–2000);
12. Ніколає Черномаз — (2000–2001);
13. Юрій Лянке — (2001);
14. Ніколає Дудеу — (2001–2004);
15. Андрій Стратан — (2004–2009);
16. Юрій Лянке — (2009–2013);
17. Наталія Герман — (2013–2016);
18. Андрей Ґалбур — (2016–2017);
19. Тудор Уляновський — (2018—2019);
20. Ніку Попеску (8 червня 2019 — 12 листопада 2019);
21. Ауреліу Чокой (14 листопада 2019 — 6 серпня 2021);
22. Ніку Попеску (з 6 серпня 2021).